# Amber Stachowski
Amber Val Stachowski (* 14. März 1983 in Mission Viejo, Kalifornien) ist eine ehemalige Wasserballspielerin aus den Vereinigten Staaten. Sie gewann bei Olympischen Spielen eine Bronzemedaille. Bei Weltmeisterschaften und bei Panamerikanischen Spielen erhielt sie je eine Goldmedaille.

## Sportliche Karriere
Amber Stachowski studierte an der University of California, Los Angeles und spielte für deren Wasserballmannschaft. 2001 debütierte sie in der Nationalmannschaft. Bei der Weltmeisterschaft 2001 in Fukuoka erreichte die Mannschaft aus den Vereinigten Staaten mit einem 10:3 über Griechenland das Halbfinale. Nach einer 6:8-Niederlage gegen die Italienerinnen, verlor das US-Team im Spiel um Bronze mit 5:6 gegen die Kanadierinnen. Im Juli 2003 fand die Weltmeisterschaft 2003 in Barcelona statt. Das US-Team bezwang im Halbfinale die Russinnen mit 11:7 und gewann das Endspiel durch ein 8:6 über die Italienerinnen. Direkt im Anschluss wurden in Santo Domingo die Panamerikanischen Spiele ausgetragen. Im Finale besiegte das US-Team die Kanadierinnen mit 7:3. Bei den Olympischen Spielen 2004 in Athen unterlagen die Amerikanerinnen im Halbfinale den Italienerinnen, im Spiel um die Bronzemedaille bezwangen sie die Australierinnen mit 6:5. Stachowski warf zwei Turniertore, eins davon im Spiel um den dritten Platz.